# Гартмут Шрайбер
Гартмут Шрайбер (нім. Hartmut Schreiber, 28 січня 1944) — німецький академічний веслувальник.
Бронзовий призер Олімпійських Ігор 1972 року в складі вісімки.
Срібний призер Чемпіонату світу 1970 року в складі розпашної двійки зі стерновим.
Срібний призер Чемпіонату Європи 1971 року в складі розпашної четвірки зі стерновим.